# Ріке-чубчик
Ріке-чубчик (фр. Riquet à la houppe) — казка французького письменника Шарля Перро. Твір опубліковано 1697 року на сторінках збірки «Казки Матінки Гуски». Оповідка розповідає про невеликого на зріст принца з чубчиком на голові, якого фея наділила здатністю дарувати розум тій, в кого він закохається.

## Персонажі
- Ріке-чубчик» — принц, який народився маленький зростом, некрасивий, але дуже розумний.
- «Старша принцеса» — дурненька красуня.
- «Молодша принцеса» — потворна розумниця.
- «Фея-чарівниця» — хрещена мати принца і двох принцес.
- «1-а королева мати» — матір принца.
- «2-а королева мати» — матір обох принцес.
- Свита принца Ріке-чубчика.
- Два королі.

## Сюжет
Давним-давно, в однієї королеви народилася дитина. Багато сліз пролила мати після того, бо виявилося, що її синочок був дуже негарний та незграбний і багато хто сумнівався, чи насправді він є людиною. Однак, фея-чарівниця, яка стала його хрещеною, розраджувала матір такими словами : «принц стане чудовою людиною, бо він буде дуже розумний і вона наділить його здатністю дарувати розум тій кого він покохає». На тому й трішки заспокоїлася королева, бо незабаром хлопчик заговорив, і як тільки це сталося всі побачили який він не по роках розумний та кмітливий. Мама тішилася й дуже любила свого Ріке-чубчика (так вона його називала через чуприну волосся на голові).
Недалеко від цієї місцини, в іншому королівстві, через сім-вісім років у іншої королеви народилися одразу дві дочки. Одна була красива до безтями, що всі довколишні боялися зурочити її, а друга була зовсім некрасива й незграбна, тому матір їхня не знала: чи тішитися, чи плакати. І фея-чарівниця, яку теж запросили на їх хрестини, розказала королеві, що перша буде красунею, яку світ не бачив, але не матиме й крихти розуму, а друга буде потворною, але розумнішою за весь світ. Королева-матір дуже засумувала, тому фея розраджувала її — «щодо розуму, то я тут нічого не можу вдіяти, але врода — це зовсім інша річ, тож я обдарую принцесу здатністю зробити красенем того, кого вона покохає».
Йшли роки, підростав Ріке-чубчик, підростали й дівчата. Всі довкола говорили про небачену красу старшої доньки й ще більше тішилися розуму молодшої. Дівчата почали дорослішати й старша все частіше почала розчаровуватися своєю вродою, бо після першого враження, коли хто-небудь з нею знайомився і пробував з нею заговорити — то одразу ж цурався її. Тоді, як до молодшої розумниці все більше і більше людей приставали й, зачудовано, слухали її розмови, поради та за тим усім навіть не помічали її потворності. Така ситуація дуже засмучувала старшу дочку, ставала вона все сумніша та сумніша, і ладна була все віддати за крихту розуму.
І ось, якось після чергового розчарування подалася вона виплакатися до лісу, аби ніхто не бачив її смутку. Натомість, зустріла вона там маленького чоловічка, надзвичайно потворного і гидкого, але розкішно вбраного — то був принц Ріке-чубчик, який прийшов в її краї, аби побачити цю вродливу принцесу, адже вже давно закохався в неї, наслухавшись хвалебних оповідей про її красу. Після того як вони чемно привіталися один з одним, принц поцікавився щодо великого смутку принцеси й запитав, що могло так вплинути на неї — таку небачену красуню. Та ці слова ще більше засмутили принцесу і побачивши це принц подивувався: «Врода — це величезна перевага, яка варта будь-чого іншого. І я не знаю, що може засмутити того, хто її має». На що принцеса відповіла: «Я б воліла — бути такою потворною, як ви, але мати розум, ніж бути такою красунею і такою дурненькою, як я. Мене вкрай засмучує моя глупота». Це ще більше здивувало принца, тому він сказав, що може допомогти дівчині — і розказав свою історію з розрадою від феї-чарівниці. А оскільки він вже давно безтями закоханий в красуню, то запропонував їй свою руку та серце і, разом з тим, ще й розум. І аби не заскочити її зненацька: дав їй рік часу, аби вона звиклася зі своїм становищем, принцеса зраділа такій пропозиції, і як тільки погодилася — одразу ж стала іншою, звідкілясь узялася говорити про все з надзвичайною легкістю, витончено й просто.
Повернувшись додому, принцеса здивувала всіх, а згодом і все королівство не могло начудуватися такій дивній переміні дівчини. Навіть сам король часто прибігав до неї, аби почути пораду в якійсь зі своїх справ, одна лиш молодша її сестра засумувала.
Тоді він, з часом, задумався: «а чи не видати її заміж», адже багато вже було пропозицій від навколишніх принців. Але, порозумнішавши, дочка всім відмовляла, бо шукала собі рівного по розуму. Але одного разу найшовся й такий: статний, красивий й розумний, який і причарував красуню й вона уже майже погодилася, а король уже почав готуватися до весілля. Тільки от дочка ще мала сумніви, як кожна розумна дівиця, і з тими останніми сумнівами подалася вона з палацу прогулятися, аби розвіяти їх та таки рішитися на цей визначальний крок.
І, неочікувано, вона забрела до лісу, й знову натрапила на ту місцину, де й зустрівся їй Ріке-чубчик.

## Передісторія та мораль
Відомо, що свої казки Шарль Перро написав під впливом тогочасних творів та переказів, які розповідали у світському середовищі всієї Європи. Найвідомішими на той час стали збірки італійських казок-оповідок, як-от «Приємні ночі» (Le piacevoli Notti) — двотомне зібрання з 75 оповідок та новел, що базуються на народних сюжетах, видані придворним поетом Джованні Франческо Страпаролом (Giovanni Francesco Straparola) в 1550 і 1553 роках. Саме завдяки цій збірці, Шарль Перро зробив свою версію казки, взявши за основу сюжет оповідки «Король-свиня» («Le Roi Porc»).
В італійській казці також була королева, яка народила сина розумного і чесного, але з подобою свині, а чародійка сказала, що лише після третього свого шлюбу принц перетвориться в статного красеня. Впродовж всієї казки відбуваються події пов'язані з одруженням принца-свині з дочками однієї королівської служниці. Через накладені чари король-свиня після свого весілля в першу ж ніч забивав двох своїх наречених і лише третій (молодшій дочці) вдалося уникнути такої участі. Опісля здійснилося пророцтво, розсіялися чари й син-принц зумів возз'єднатися зі своєю королівською сім'єю і батьки передали йому свій престол й управління королівством, що він успішно й виконував разом зі своєю молодою чарівною дружиною-королевою.
Казка отримала настільки великий резонанс, що навіть популярний на той час «батько французької трагедії» П'єр Корнель вирішив поставити її на паризькій сцені. Особливо після того, як ця тема любові й краси внутрішньої, а не зовнішньої , заполонила галантні літературні салони Парижу, і така любов/самопожертва ставали предметом запеклих суперечок у світських колах. Очевидно, Ріке є уособленням галантного, з хорошими манерами, красномовством і вишуканістю чоловіка та втілює в собі ідеальну люблячу людину, про яку могла тільки й мріяти тогочасна жінка. А якщо зважити, що часи інквізицій минули століттями раніше й почала розвиватися ера перша жіноча емансипація, пов'язана з романтикою і зацікавленістю фантастичними (казковими) сюжетами, підживленими тогочасними літературними взірцями й залишками куртуазної літератури середньовіччя , то не виникає жодного подиву щодо такої популярності казки про Ріке-чубчика. Слід відзначити, що досвідчений світський лев, письменник та секретар Академії словесності зумів у своєму творі застосувати метод метаморфози: коли наділив своїх героїв можливостями перевтілення, переходу з однієї форми в іншу та набуттям нових зовнішніх ознак. А першопричиною такого перевтілення стає щось високе в людині — кохання, і, все до чого торкається та чиста любов , перетворюється на краще і значуще.
Незважаючи, що казці «Ріко-чубчик» передувала італійська збірка казок, більшість дослідників творчості Шарля Перро вважають її авторською, оскільки сюжет доволі суттєво зазнав видозмін. Та й сам автор черпав для неї героїв-прототипів саме з французького середовища:
- Найперше що відмічають, гру слів «Riquet/Riquet» в словах: Riquet à la houppe та Pierre-Paul Riquet і часткові візуальні збіги між принцом Ріке-чубчиком та героєм тогочасної Франції П'єром-Полем Ріке. Цією персоною захоплювалася вся Франція, адже ця зовсім непримітна особа своїми справами та ідеями могла сколихнути всю країну, тому й Шарль Перро піддався тим «чарам» і увіковічив автора і творця Південного каналу — «10 чуда світу» (за визначенням тогочасних французів).
- Дехто з письменників вважав, що схожий сюжет зустрічався в тогочасної письменниці та драматурга Катерини Бернард (Catherine Bernard), яка написала свій твір близько 1690 року, нібито за норманськими міфами. Хоча більшість літераторів та дослідників схиляються до того, що це помилково й рік написання набагато пізніший.

## Схожі за сюжетом казки
Окрім свого першоджерела («Le Roi Porc» Джованні Франческо Страпарола), казка Шарля Перро «Ріке-чубчик» перегукується своїм сюжетом з кількома народними та літературними казками:
- «Красуня і чудовисько» (La Belle et la Bête) — казка французької казкарки Габріели-Сюзан Барбот де Вільньов (Gabrielle-Suzanne Barbot de Villeneuve)
- «Принц Маркассін» (Prince Marcassin) — казка французької казкарки Мадам д'Онуа (Madame d'Aulnoy)

## Видання та адаптації
Казку вперше надруковано 1697 року за участі видавцям Клода Барбіна (Claude Barbin), завдяки якому в Парижі  вийшла збірка казок Шарля Перро під назвою «Казки матінки моєї Гуски, або ж історії та оповідки минулих часів з повчальними висновками». Слід зазначити, що підписана вона була іменем його сина Арманкура. Дослідники вважають, що Шарль Перро так вчинив, оскільки вважав написання дитячих казок не надто серйозним для себе (відомої світської особи) заняттям. Проте,  з'являються й інші гіпотези щодо авторства чи співавторства сина й батька Перро.
В силу своєї популярності, «казки Шарля Перро» видавалися неодноразово, як у Франції так і по всіх країнах світу. Також існує значна кількість передруків та перекладів казки в різних збірниках казок. Найзначнішими вважаються перші передруки-збірки:
- «Riquet à la houppe», видання Клода Барбена, (1697)
- «Riquet à la houppe», видання Леона Камера (1843)
- «Riquet à la houppe» (1878)

Крім того, що казка мала значну популярність в 19 столітті під час салонних читань, вона й надалі була представлена як театральна постановка в багатьох французьких театрах 19-20 століть. В часи ери кіно її почали екранізовувати:
- 1908 «Riquet à la houppe» фільм Альберта Капеллані (Albert Capellani), за казками Шарля Перро.
- 1928 «Riquet à la houppe» музична комедія Жоржа Ю (на 3 акти, за мотивами казок Шарля Перро), прем'єра відбулася 17 грудня 1928 року в «Opéra-Comique» (Favart), Париж.
- 2010 «Riquet à la Houppe» аудіопостановка студії «Grikoo Productions», адаптована під африканські мотиви та начитана відомими африканськими персоналіями.